# 捷胜镇

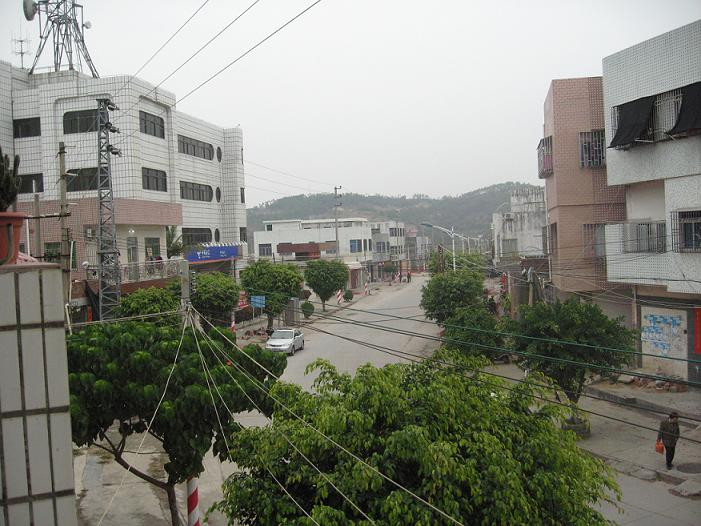
捷胜環城路街景

捷勝镇是中華人民共和國廣東省汕尾市城區南端的一個建制鎮，古稱捷琅埔，因城所狀如四方，且周高中低，極似漁罾，故別稱罾城。
捷勝镇位於汕尾市城區東南部沿海，離汕尾市中心20公里。東與紅海灣經濟開發試驗區毗鄰，西與汕尾市區相連，北與城區東涌鎮接壤，南臨南海。全鎮總面積有52平方公里，鎮區面積8.9平方公里，建成面積1.79平方公里，海岸線長12公里。

## 歷史
原址為古戰場捷琅埔．明洪武二十八年（西元1395），千戶候良率吏民英勇抗擊並大敗倭寇，故改稱捷勝。明、清代設所署、鎮撫司、吏目廳等官方機構，軍事上屬媽石衛，行政上屬海豐縣多錫都。民國時期屆海豐縣第七區署。1958年成立捷勝人民公社。1987年改設鎮，1988年汕尾市成立後歸市城區管轄。

### 古代
早在六千年前的新石器時代中晚期，便有先民在捷勝的沙坑、東坑、牛肚和沙角尾一帶漁耕狩獵、聚居生息。他們胼手胝足，開辟草萊，創造著捷勝的遠古文化。歷夏、商、周三代至春秋戰國時期爲南蠻之地，是百越族的一部分。
公元前221年，秦始皇統一嶺南，置南海、桂林、象郡三郡，海豐始被納入中國版圖，捷勝亦隸屬南海郡博羅縣地。
西漢元鼎六年（公元前111年），漢武帝滅南越，開鑿楊桃嶺（今稱羊蹄嶺）官道，其後分諸郡置海豐縣（一說置縣始于東晉鹹和六年，備考），仍隸南海郡（杜氏《通典》、宋樂史《太平廣記》、《海豐縣志》），捷勝乃屬南海郡海豐縣統轄。經魏晉、隋唐，捷勝仍屬海豐縣地。
北宋熙甯二年（公元1069年，一說“熙甯元年”），王安石推行“募兵制”新法：“民十家爲一保，五十家爲一大保，十大家爲都保。”因而海豐全縣改“里”爲“都保”，分設興賢、石塘、金錫、楊安、坊廓、石帆、吉康、龍溪八都，捷勝則隸屬海豐縣金錫都。
迨至明洪武二十八年（1395年）八月十五日，捷勝始置千戶城所，隸屬惠州府海豐縣碣石衛金錫都。清朝沿用明朝舊制，捷勝仍隸惠州府海豐縣碣石衛金錫都。其時，捷勝所統轄區域較廣，除了現在的格塘、馬鞍山、軍船頭、茔頭、大塘、沙角尾、牛肚、沙坑、東坑、雙湖、石厝、南門崗、大淋、石頭、南門外、城內、新建鄉、大水溝、烏土、李厝鄉、程厝鄉、貓空、屈籠、內坑、格坑、大布、埔尾、芴仔、公頂坑、龍頭鄉、大流、水閣、聯星、金德鄉等34個自然村之外，還曾轄有花樹、大華、苦厝鄉、後沃、沙海、鲎山羅、鲎山魏、卡吳、船尾地、馬巷、牌仔、龍溪、石龜、郭厝寮、豬母寮、黃竹坑、空內、遼口、青龍頭、町前等鄉村。隨著歷史政壇的變化，捷勝爲區爲鎮，或合或分，旋而複始。

### 近代
辛亥革命（1911年）以後，廢除清朝舊制，建立民國。民國二年（1913年），劃捷勝、寮口、東洲坑、田墘、湖內及遮浪六鄉鎮設立捷勝區公所，駐地捷勝城內，爲海豐縣第八區。民國十六年（1927年）11月大革命取得勝利，在捷勝衙門和北門街紅樓分別建立中共海豐縣第七區委員會和海豐縣第七區蘇維埃政府。至民國十七年（1928年）3月中国国民党清党，仍爲民國海豐縣第七區。捷勝原已分設的東、西、南、北四鎮，後並設爲東南和西北兩鎮。民國二十五年（1936），第七區公所改爲第四區署。民國三十年（1941年）農曆二月廿七日，日本侵略汕尾，捷勝處于淪陷狀態。民國三十一年（1942年）六月，捷勝並入汕尾第四區署（署址設汕尾）；同年農曆十月初九日夜，日軍撤離汕尾，恢複第四區署（署址設捷勝）。民國三十三年（1944年），東南鎮和西北鎮合並爲捷勝鎮。民國三十四年（1945年）1月，日本侵略者第二次登陸汕尾和海城，捷勝設立僞村公所。同年八月十五日，日本投降，恢複鎮公所建置，隸屬汕尾第四區署。
民國三十八年（1949年）7月1日，捷勝被中共佔領，建立鎮人民政府，劃歸海豐第七區所轄（所址設田墘）。1952年9月，捷勝分設第八區公所，駐地捷勝，下轄捷勝鎮（指城內）、新聯、新安、西郊、石崗、沙塘、大流、東沙、洪流、民安、安華等11個鄉鎮。1953年，第八區改名爲捷勝區，下轄捷勝、沙塘、大流、石崗、西郊、安華等6個鄉鎮，至1956年下轄鄉鎮除安華劃歸流安鄉外，其余五個鄉鎮合並爲捷勝和大流兩大鄉。1957年合並爲捷勝鄉。1958年9月，撤區組建人民公社，設管理委員會，下轄東村、南村、西村、北村、居民、聯和、聯明、聯星、大流、埔尾、前進、東坑、沙坑、牛肚、沙角尾、五愛、石崗、漁民等18個大隊，共224個生産隊。1968年，公社、大隊管委會改名爲革命委員會。1984年3月又改建爲區公所，下轄大流、埔尾、前進、東坑、沙坑、沙角尾、五愛、石崗等8個鄉政府及捷勝人民政府。1987年4月撤區公所建立鎮建制，捷勝仍屬海豐縣地。1988年3月7日，汕尾設立地級市，劃沿海的汕尾、紅草、馬宮、東湧、田墘、捷勝、遮浪七鎮爲城區，捷勝從海豐縣析出，改屬汕尾市城區統轄。自古以來，捷勝均屬政權要地，是全鎮政治、經濟、文化發展的中心。
從以上歷史變遷情況看，捷勝這個古鎮的滄桑史，基本上可以劃分爲“辟荒聚落”、“建置發展”和“農運解放”三個時期。當然，這不是唯一的劃分方法，比如用時代、朝代或年號順序來劃分亦無不可。、

## 人口
2005年人口統計顯示，全鎮人口約53220人，合計10056戶，從業人員20484人，農業人口10219。主要民族為漢族，通用海丰话，为闽南语方言。

## 遺址
- 沙坑新石器時代遺址
- 牛肚南遺址
- 沙角尾遺址
- 茅埔鎮遺址
- 大石牯古村落遺址
- 城隍廟對臺遺址
- 捷勝所署遺址
- 捷胜所城遺址
- 內外文閣遺址
- 大小茅山煙墩遺址

大茅山煙墩，位于沙角尾村北側山上。清康熙十年（1671年）重修，解放後，改作哨所。現只存一土堆。
小茅山煙墩，位于東坑村煙墩山頂端，海拔高約200米，東面可瞭望捷勝所城；北面為東坑村；西南面距離大海約有100米，可俯視整個捷勝海域，視野廣闊。東南側半山腰原有兵士營房，並有石級自東北面向上蜿蜒至山頂，再向南直達煙墩。清康熙十年（1671年），為防海患，重修此煙墩。中華人民共和國成立後，政府在此設立哨所，改用磚石結構。現僅存山頂上一石砌土堆。

## 旅遊名勝
- 得道庵
- 觀音堂
- 白石庵
- 城隍廟
- 黎明洞
- 龜齡島
- 云海寺

## 行政區劃
捷勝镇分為14個行政村、4個社區，共35個自然村。

## 自然與地理
捷勝地處廣東省汕尾市城區東南部，即東經115º22′30″——115º26′45″、北緯22º45′00″——22º42′30″，東、北、南與汕尾、東涌、紅海灣（田乾、遮浪）接壤，南臨太平洋海域。

## 氣候
捷勝屬亞熱帶海洋性區域，年平均氣溫21.9℃，年降雨量1700毫米。春夏季多為西南、東南風，冬季為北至東北風，夏秋季受臺風影響較明顯。

## 文化教育
- 捷胜詩詞社
- 捷胜書畫社
- 捷胜中學
- 文昌中學
- 中心小學
- 五一小學
- 大流小學
- 埔尾小學
- 前進小學
- 天寶小學
- 石崗小學
- 東村小學
- 東坑小學
- 沙坑小學
- 牛肚小學

## 知名人物
- 廖天佐
- 李勞工
- 何白濤
- 周波
- 薰妮

## 外部連結
- 古鎮捷勝 （页面存档备份，存于）